# 東子洞
東子洞（：／ Dongja dong */?）是位於韓國首爾龙山区的一个法定洞，隶属于南營洞。本洞西面与西界洞、南面与葛月洞、东面与桃洞相接，其中汉江大路贯穿区域南北。

## 历史
- 1946年 - 成立。
- 1988年 - 部分区域划入厚岩洞。

## 交通
- 韩国铁道公社
  - 京釜线、仁川国际机场铁路：首尔站
- 首尔地铁
  - 首尔地铁4号线：首尔站 (地下)